# Очеретине
Очере́тине — селище в Україні, адміністративний центр Очеретинської селищної громади Покровського районі Донецької області, на північний захід від обласного центру.

## Загальні відомості
Відстань до колишнього районного центру Ясинувата становить близько 29 км і проходить переважно автошляхом національного значення Н20.
В селищі знаходиться вузлова залізнична станція Очеретине на лінії Донецьк —Покровськ та Покровськ — Горлівка.
Селище межує із територією села Калинове Краматорського району Донецької області.

## Історичні відомості
Очеретине засноване 1880 року, під час будівництва залізниці.
До Жовтневого перевороту 1917 року в селі працював цегельний завод, власником якого був Василь Семенович Малашко (1858—?) — батько відомого отамана часів Визвольних змагань Михайла Малашка (1875—1920).
Під час Другої світової війни на фронтах брали участь у боротьбі з німецько-фашистськими окупантами 169 мешканців селища, з них 78 осіб загинули під час бойових дій, 121 мешканець нагороджений орденами та медалями.
На могилах воїнів, полеглих під час звільнення селища від німецько-фашистських окупантів, споруджено два пам'ятники. На честь воїнів-односельчан, які віддали життя за визволення України від гітлерівців, встановлена меморіальна дошка.
Очеретинській селищній раді підпорядковані населені пункти Очеретине і Керамік. З 2015 року смт Очеретине було частково районним центром ліквідованого Ясинуватського району через бойові дії на сході України.
17 липня 2020 року, в результаті адміністративно-територіальної реформи та ліквідації Ясинуватського району, селище увійшло до складу Покровського району.

## Російське вторгнення
Селище не одноразово було обстріляно, в результаті перемоги росіян в бою за Авдіївку селище стало прифронтовим.
10 жовтня 2023 року був нанесений удар з РСЗО «Ураган» по залізничному вокзалу «Очеретине».
24 квітня 2024 року після ударів із різних видів зброї у селищі не залишилося жодної цілої будівлі.
5 травня внаслідок прориву в Очеретине селище було повністю окуповано російськими військами.
Усі жителі, які залишилися в селищі були переселені в Ясинувату та в інші населені пункти так званої ДНР.

### Загинули внаслідок російського вторгнення в Україну
Бойко Олексій (?-2023) — загинув 5 березня.

## Населення

### Мова
Розподіл населення за рідною мовою за даними перепису 2001 року:
| Мова            | Кількість | Відсоток |
| --------------- | --------- | -------- |
| російська       | 2218      | 54.52%   |
| українська      | 1817      | 44.67%   |
| вірменська      | 10        | 0.25%    |
| циганська       | 9         | 0.22%    |
| німецька        | 3         | 0.07%    |
| білоруська      | 2         | 0.05%    |
| польська        | 1         | 0.02%    |
| румунська       | 1         | 0.02%    |
| інші/не вказали | 7         | 0.18%    |
| Усього          | 4068      | 100%     |

За даними перепису 2001 року населення селища становило 4068 осіб, із них 44,67 % зазначили рідною мову українську, 54,52 % — російську, 0,25 % — вірменську, 0,22 % — циганську, 0,07 % — німецьку, 0,05 % — білоруську, 0,02 % — польську та румунську мови.

## Економіка
На околиці височіють залізобетонні будівлі колись потужного тресту «Дніпроканалбуд» виробничого об'єднання «Укрпромводчормет», що будували канал Дніпро — Донбас (нині ці будівлі реконструйовані під бокси для сільгосптехніки «Бета-Агро-Інвест»), поруч — руїни пожежної частини, та деяких інших об'єктів які належали до тресту. З промислових підприємств функціонує лише підприємство «Евромінерали». Цегельний завод «Альтком» через проблеми з природним газом законсервований. На території селища знаходиться зерносховище «Бета-Агро-Інвест».
Раніше діяв Експериментальний завод промислових будівельних матеріалів, який припинив існування.

## Транспорт
Через Очеретине проходить залізнична лінія, на якій розташована однойменна залізнична станція. До 2014 року щоденно до 700 мешканців селища користувалися приміськими електропоїздами, які працювали на підприємствах Ясинуватої, Авдіївки, Донецька.
У зв'язку з бойовими діями на Донбасі 2014 року залізничне сполучення з Донецьком, Ясинуватою та Горлівкою припинене. Наприкінці вересня 2015 року, у зв'язку із поліпшенням ситуації у прифронтових районах, відновлено рух приміських поїздів до станції Авдіївка.

## Соціальна сфера
У селищі є лікарня, школа, дитячий сад, палац культури, газова служба.

## Релігія
У Очеретиному знаходиться Свято-Іллінський храм Авдіївського благочиння Донецької єпархії української православної церкви МП

## Особистості
Уродженці селища:
- Кириченко Іван Васильович (1916—2000) — український живописець.
- Подушко Зиновій Григорович (1887—1963) — художник, офіцер Армії УНР.

Померли:
- Воронін Григорій Володимирович (1990—2023) — солдат Збройних сил України, учасник російсько-української війни.
- Гомза Ярослав Юрійович (1927—2011) — український освітянин, шістдесятник, правозахисник, один з фундаторів УГС на Донеччині, активний член Народного руху України, Донецького обласного Товариства української мови імені Т. Г. Шевченка.